# Hylopetes
A Hylopetes az emlősök (Mammalia) osztályának a rágcsálók (Rodentia) rendjébe, ezen belül a mókusfélék (Sciuridae) családjába tartozó nem.

## Rendszerezés
A nembe az alábbi 9 faj tartozik:
- Hylopetes alboniger Hodgson, 1836
- Bartel-repülőmókus (Hylopetes bartelsi) Chasen, 1939
- szürkepofájú repülőmókus (Hylopetes lepidus) Horsfield, 1822
- palawani repülőmókus (Hylopetes nigripes) Thomas, 1893
- indokínai repülőmókus (Hylopetes phayrei) Blyth, 1859
- Jentink-repülőmókus (Hylopetes platyurus) Jentink, 1890
- Sipora-repülőmókus (Hylopetes sipora) Chasen, 1940
- vöröspofájú repülőmókus (Hylopetes spadiceus) Blyth, 1847 - típusfaj
- szumátrai repülőmókus (Hylopetes winstoni) Sody, 1949